# Michael D. Green
Michael David Green (* 17. Februar 1941 in Cedar Rapids, Iowa; † 23. August 2013 in Durham, North Carolina) war ein US-amerikanischer Historiker.

## Leben
Der Sohn von Myrtle (Brownie) und Merton Green wuchs in Grundy Center, Mount Vernon und Oelwein auf. Er graduierte 1963 am Cornell College und promovierte 1973 in Geschichte an der University of Iowa. Er lehrte an der West Texas State University, dem Monmouth College, der University of Iowa, dem Dartmouth College, der University of Oklahoma, der University of Kentucky und der University of North Carolina at Chapel Hill. Er zog sich 2009 von der UNC zurück.

## Schriften (Auswahl)
- mit Theda Perdue: The Cherokee removal. A brief history with documents. Boston 1995, ISBN 0-312-12254-3.
- mit Theda Perdue: The Columbia guide to American Indians of the Southeast. New York 2001, ISBN 0-231-11571-7.
- mit Theda Perdue: The Cherokee nation and the Trail of Tears. New York 2007, ISBN 978-0-670-03150-4.
- mit Theda Perdue: Die Indianer Nordamerikas. Stuttgart 2013, ISBN 3-15-019026-6.